# Wielkie Księstwo Krakowskie

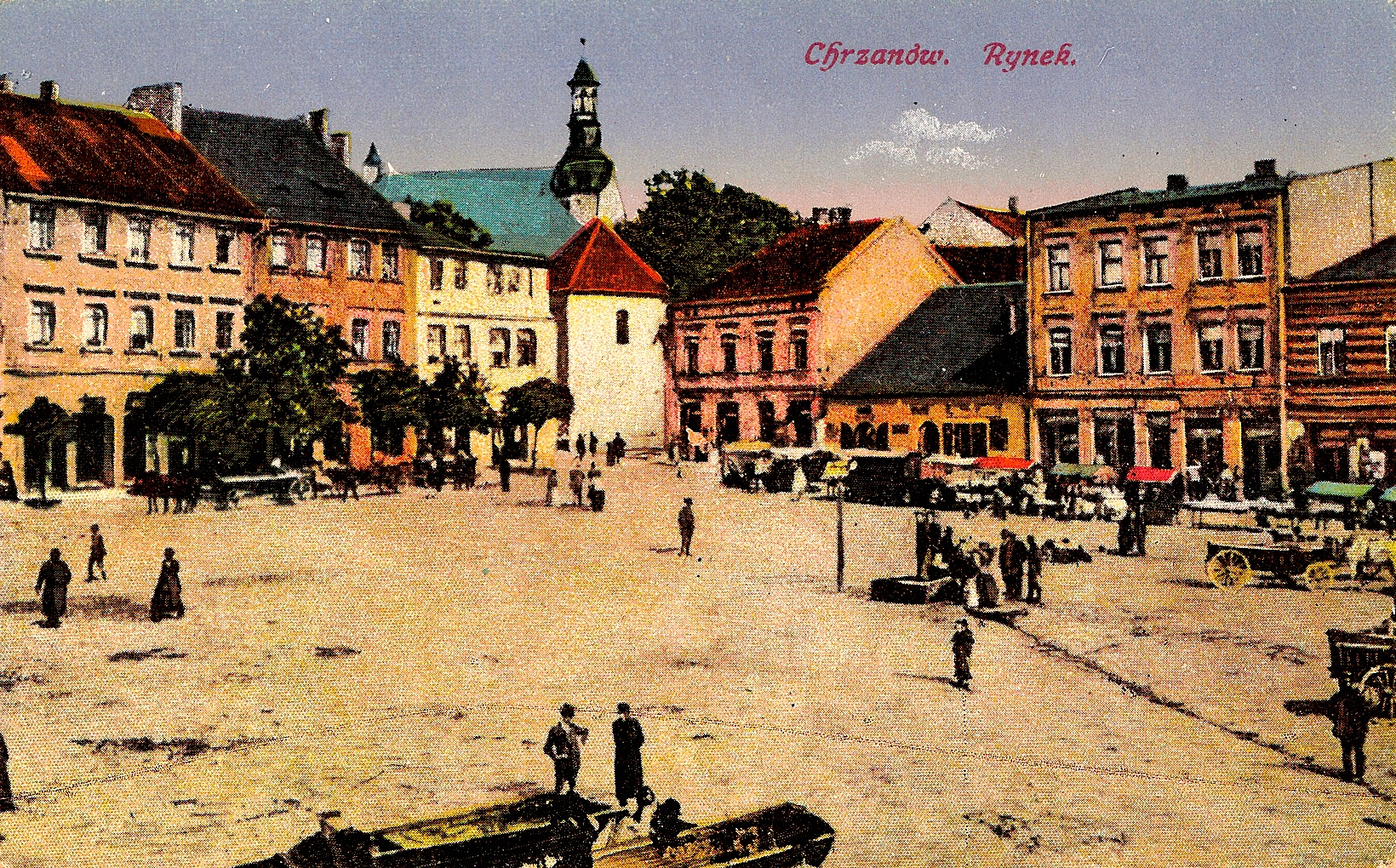
Rynek w Chrzanowie. Pokolorowana fotografia z okresu przynależności miasta do Wlk. Ks. Krakowskiego (ok. 1910)

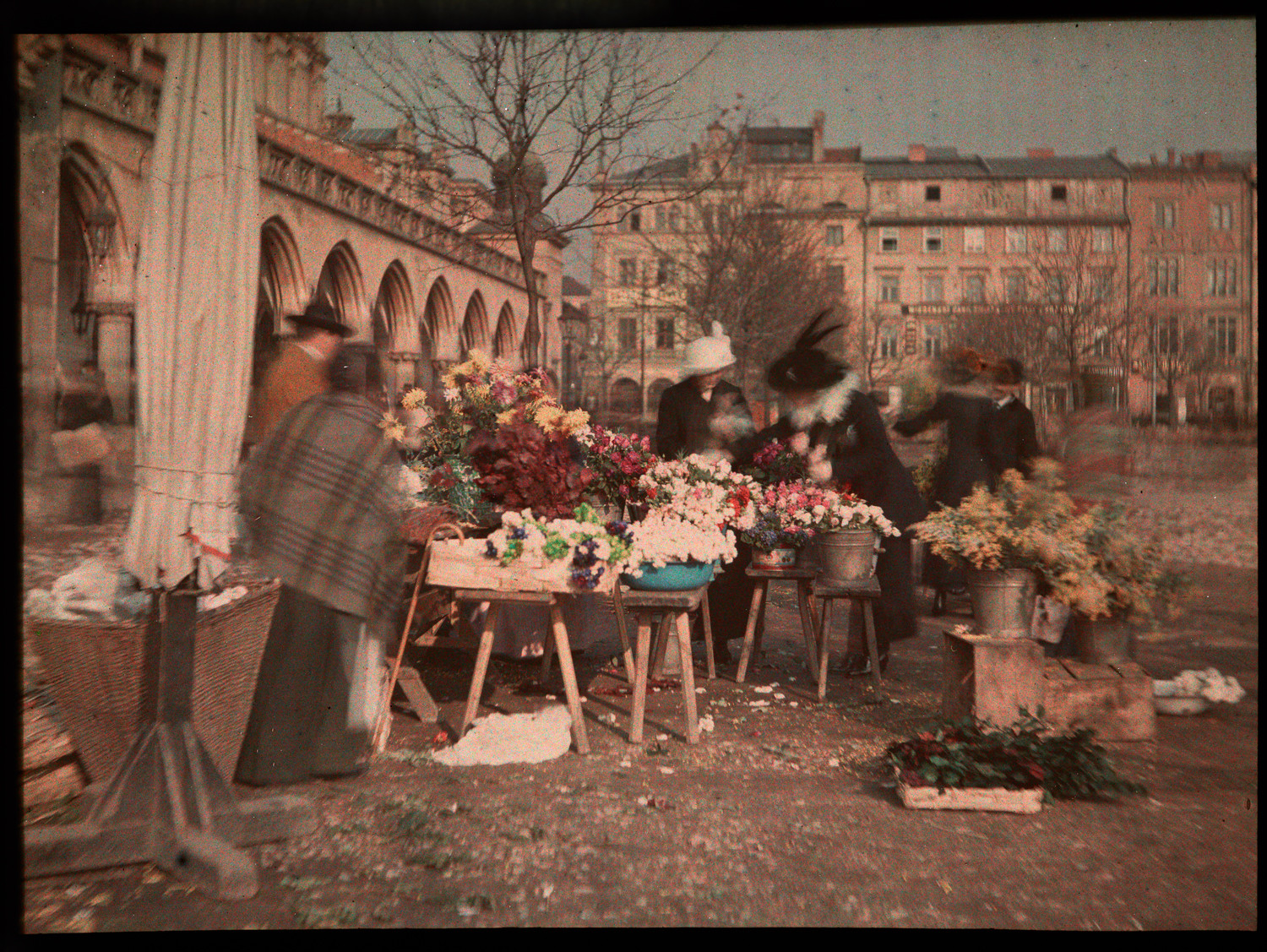
Krakowski rynek w 1912 roku na jednej z pierwszych fotografii kolorowych w historii Polski

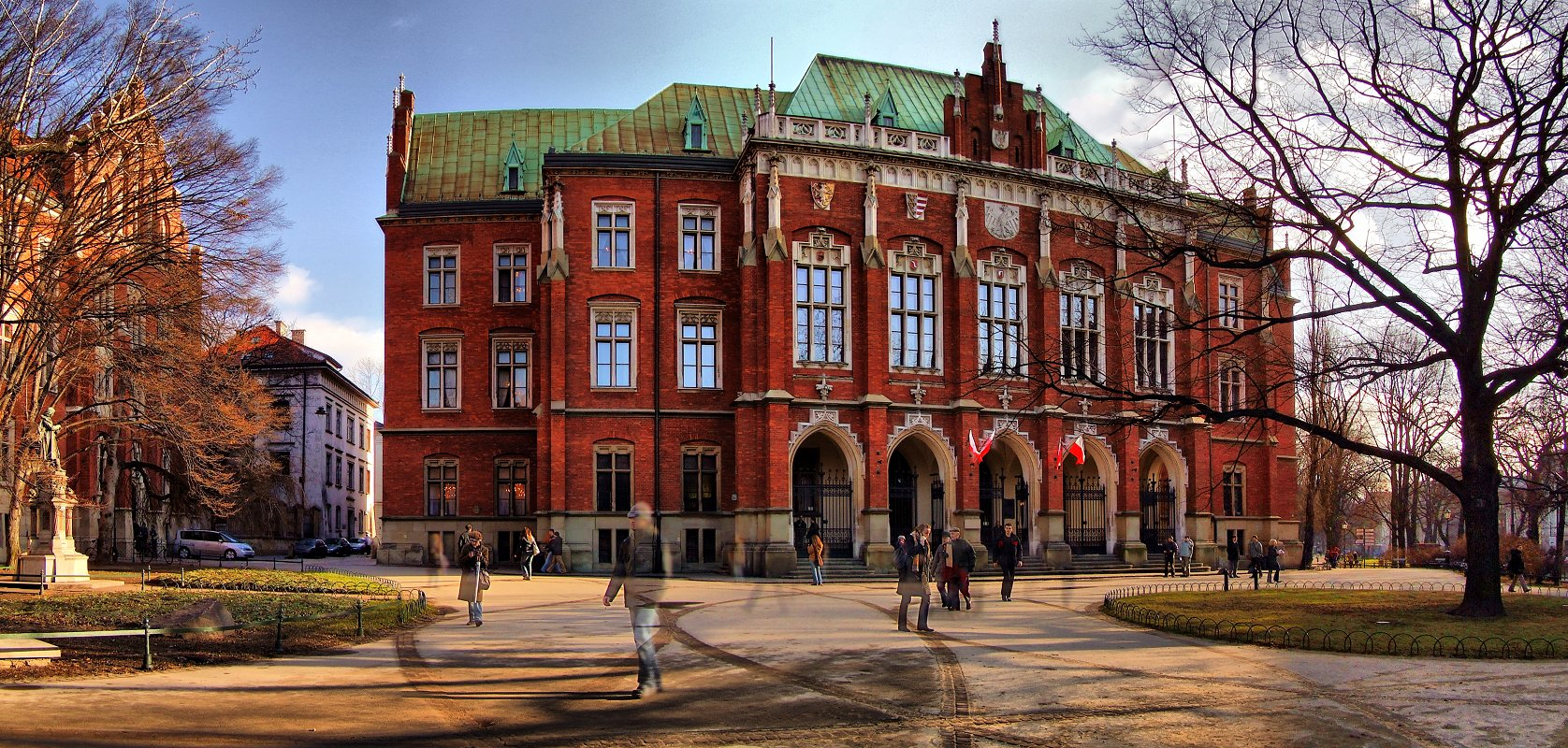
Collegium Novum w Krakowie wzniesione po repolonizacji Uniwersytetu Jagiellońskiego w czasach Wielkiego Księstwa Krakowskiego

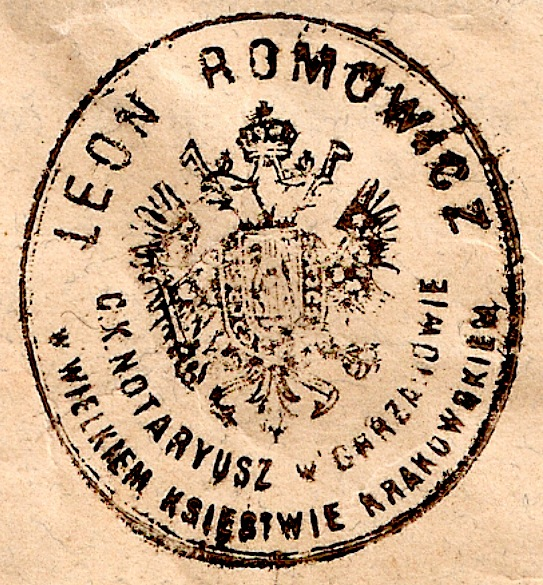
Pieczęć notariusza z Chrzanowa w W. Ks. Krakowskim

Wielkie Księstwo Krakowskie (niem. Großherzogtum Krakau) – oficjalna nazwa terytorium byłego Wolnego Miasta Krakowa, po jego włączeniu w 1846 w skład zaboru austriackiego. Kraków wraz z okolicą formalnie nie należał do Królestwa Galicji i Lodomerii, choć realnie wraz z tym królestwem (Galicją i Lodomerią) oraz Księstwem oświęcimskim i zatorskim wspólnie tworzył jedną prowincję koronną – Königreich Galizien und Lodomerien mit dem Großherzogtum Krakau und den Herzogtümern Auschwitz und Zator.

## Symbole narodowe
Wielkie Księstwo Krakowskie miało swój własny herb – białego orła na czerwonym tle z herbem miasta na piersi, lecz praktycznie nie był on w użyciu. Podobnie było z flagą Wielkiego Księstwa, składającą się z trzech poziomych pasów: żółtego, niebieskiego i białego. Na obrazie Juliusza Kossaka zatytułowanym Wjazd Cesarza do Krakowa i przedstawiającym powitanie cesarza Franciszka Józefa przez mieszkańców Krakowa wyraźnie widać flagi jakimi miasto zostało ozdobione: czarno-żółte flagi Austrii, biało-błękitne flagi miejskie Krakowa (dawna flaga Wolnego Miasta Krakowa) i czerwono-biała flaga narodowa. Nie ma wśród nich flagi Wielkiego Księstwa.
Odrębność tych ziem od reszty Galicji widoczna też była w tytulaturze cesarza austriackiego. Już 9 sierpnia 1806 Habsburgowie przyjęli, obok „Króla Galicji i Lodomerii”, tytuł „Wielkiego Księcia Krakowa” (Großherzog von Krakau). Tytuł ten nosiło czterech monarchów: Franciszek II, Ferdynand I, Franciszek Józef I oraz Karol I. W przypadku Franciszka II był to jednak czysto fikcyjny tytuł odnoszący się do czegoś, co w czasach jego panowania jeszcze nie istniało i prawdopodobnie miało legitymizować zajęcie przez Austrię ziem polskich w III rozbiorze, tym bardziej że władca też przyjął inne „puste” tytuły jak: „książę sandomierski”, „lubelski”, „mazowiecki”, pokrywające się z terytoriami włączonymi do Austrii w czasie III rozbioru Rzeczypospolitej.

## Geografia
Wielkie Księstwo Krakowskie położone było na lewym brzegu Wisły, który stanowił południową granicę księstwa. Zachodnia granica księstwa, która była jednocześnie fragmentem zachodniej granicy Austrii z Prusami (Górny Śląsk), opierała się w swej całkowitej rozciągłości na rzece Przemszy. Granice północna i wschodnia były dawnymi granicami Wolnego Miasta Krakowa z Królestwem Kongresowym. Najbardziej wysuniętym wschodnim przyczółkiem kraju było miejsce nad Wisłą na południe od podkrakowskiej wsi Wolica w okolicach ujścia Potoku Kościelnickiego do Wisły. Na zachodzie było to zakole Przemszy w okolicach osiedla Jęzor, na południu zakole Wisły w okolicach wsi Wołowice, a na północy zakole Przemszy w okolicach Długoszyna k. Szczakowej. Większe rzeki na terytorium księstwa to: Wisła, Przemsza, Chechło, Rudawa, Sanka, Prądnik i Dłubnia. Północno-zachodnia część księstwa miała charakter wyżynny (wzniesienia do 481 m n.p.m.) stanowiąc południowy skrawek Wyżyny Krakowsko-Częstochowskiej. Do najwyższych wzniesień należały: Stara Cisowa (też Czyżowa Góra, 474 m), Kowalska Góra k. Filipowic (443 m), Biała Góra (455 m) i Ostra Góra k. Psar (438 m). Na południe od Trzebini i Krzeszowic rozpościerało się inne pasmo wzniesień, Grzbiet Tenczyński, osiągające 411 m. Południowo-wschodnia część księstwa, leżąca w dolinie Wisły, miała głównie charakter nizinny.

## Podział administracyjny
W latach 1853/54 dokonano reformy administracyjnej Galicji i Wielkiego Księstwa Krakowskiego. Efektem tej reformy był podział prowincji na powiaty. Wielkie Księstwo zostało początkowo podzielone na 6 powiatów: chrzanowski, krakowski, krzeszowicki, liszecki, jaworznicki i mogilski a od 1867 podział zredukowano do 2 powiatów, chrzanowskiego i krakowskiego, włączając powiaty krzeszowicki i jaworznicki do chrzanowskiego, pozostałe do krakowskiego. W takim kształcie administracyjnym Wielkie Księstwo przetrwało do 1918. Początkowo prowincja miała 4 miasta: Kraków, Chrzanów, Trzebinia (od 1817) i Nowa Góra. W 1901 również Jaworzno uzyskało prawa miejskie.

## Historia
Po włączeniu ziem Wolnego Miasta Krakowa do Austrii i utworzeniu Wielkiego Księstwa Krakowskiego nastąpił okres stagnacji gospodarczej dotąd dobrze rozwijającego się regionu. Sytuacja została spowodowana wydarzeniami politycznymi niosącymi za sobą zmianę granic, a co za tym szło włączenie terytorium byłego Wolnego Miasta do austriackiego obszaru celnego. Nowo utworzone Wielkie Ks. Krakowskie nie stanowiło już odrębnego bytu państwowego jak Wolne Miasto Kraków, lecz było politycznie częścią Austrii. Spowodowało to uszczelnienie granicy regionu z Królestwem Polskim i Śląskiem Pruskim oraz wprowadzenie ceł i utrudnień paszportowych, co niemal zupełnie zahamowało handel z Królestwem Polskim, stanowiący do 1846 podstawę dobrobytu Krakowa. Na nic zdały się zabiegi członków Senatu W. M. Krakowa u władz pruskich i rosyjskich o utrzymanie niepodległości. Prusy, choć z powodów gospodarczych zainteresowane niezależnością Krakowa (wolnocłowy eksport przez terytorium W. M. Krakowa do Galicji i Królestwa Polskiego), musiały ulec Austriakom i Rosjanom. Do Krakowa wysłano przedstawicieli administracji austriackiej na czele z hr. M. Deymem, którzy zajęli się podporządkowaniem Wielkiego Księstwa. Rozpoczął się okres germanizacji: język niemiecki jako urzędowy zastąpił dotychczas używany język polski. Zgermanizowano też jedyną wyższą uczelnię Wielkiego Księstwa – Uniwersytet Jagielloński. Wkrótce po gwałtownych wypadkach politycznych towarzyszących utworzeniu Wielkiego Księstwa nastąpiły dalsze. W 1848 na wieść o wybuchu rewolucji w Wiedniu do podobnych wydarzeń doszło w samym Krakowie. Wydarzenia te, które przeszły do historii jako Wiosna Ludów, zapoczątkowała demonstracja studentów przed Uniwersytetem Jagiellońskim. W wyniku dalszych wystąpień władze austriackie zostały zmuszone do uwolnienia więźniów politycznych w Krakowie. Komisarz Deym opuścił jednak miasto, w którym dochodziło do radykalizacji nastrojów społecznych. Domagano się udzielenia pozwolenia na powstanie Gwardii Narodowej. Austriacy zmuszeni sytuacją udzielili takiego pozwolenia, ale odmówili wydania gwardii uzbrojenia. W końcu do miasta ściągnięto wojsko austriackie, które dokonało pacyfikacji Krakowa. Na początku mieszkańcy Krakowa wyparli oddziały austriackie z miasta, lecz później zaczęły one bombardować Kraków z Wawelu, zmuszając powstańców do kapitulacji. Wydarzenia Wiosny Ludów w W. Ks. Krakowskim były ostatnim zrywem militarnym mieszkańców aż do czasów I wojny światowej. Okres po 1848 charakteryzuje się raczej powolnym zwrotem w kierunku działalności gospodarczo-oświatowej. Po początkowym okresie reakcji i germanizacji (trwającym mniej więcej do przebudowy monarchii habsburskiej i utworzenia Austro-Węgier w 1867) nastąpiła stopniowa polonizacja szkolnictwa i życia kulturalnego w W. Ks. Krakowskim. Wielkie Księstwo Krakowskie, a Kraków w szczególności, stało się kuźnią kadr intelektualnych dla Galicji, a później dla odrodzonej Rzeczypospolitej. W 1870 przywrócono wykłady w języku polskim na zgermanizowanym uprzednio Uniwersytecie Jagiellońskim, który po zapaści spowodowanej włączeniem Wolnego Miasta Krakowa do Austrii, przeżywał w II poł. XIX w. swój gwałtowny rozwój. W latach 1883–1887, aby sprostać rosnącym potrzebom uczelni, wzniesiono Collegium Novum, które mieściło również władze uczelni.
Wielkie Księstwo Krakowskie przestało istnieć wraz z Galicją po rozpadzie Austro-Węgier w 1918.

## Gospodarka
W II poł. XIX w. terytorium Wielkiego Księstwa Krakowskiego zostało zintegrowane z resztą Galicji oraz ze Śląskiem Pruskim za pomocą budowy linii kolejowych. Pierwszą linię, będącą częścią Cesarsko-Królewskiej Uprzywilejowanej Kolei Północnej im. Cesarza Ferdynanda, poprzez niemal całe terytorium od Krakowa na wschodzie do samej granicy ze Śląskiem na zachodzie zbudowano w 1847. Powstały wtedy stacje kolejowe m.in. w Krakowie, Krzeszowicach, Trzebini i Szczakowej. Linia ta dała połączenie Wielkiemu Księstwu z zagranicą (Prusy). Następny odcinek linii zbudowano w 1856 łącząc Wielkie Księstwo z Wiedniem. Zbudowano wtedy odcinek od Trzebini do Oświęcimia (który leżał już na terenie Galicji) tworząc m.in. stację kolejową w Chrzanowie. Inwestycje te przyczyniły się z czasem do pewnego ożywienia gospodarczego. Podstawę potencjału przemysłowego prowincji stanowiły istniejące w regionie chrzanowsko-jaworznickim kopalnie ołowiu, cynku i węgla kamiennego oraz huty cynku i szkła. Na nich głównie opierał się potencjał przemysłowy Wielkiego Księstwa, które w swojej wschodniej części miało przeważająco rolniczy charakter. Intensywna industrializacja tej części Wielkiego Księstwa prowadzona była szczególnie w latach poprzedzających wybuch I wojny światowej i doprowadziła do powstania szeregu nowych zakładów przemysłowych. Inwestycje gospodarcze regionu z okresu Wielkiego Księstwa Krakowskiego to elektrownie w Jaworznie i Trzebini (1913), rafineria nafty i cementownia (1910) w Trzebini, rozbudowa i budowa nowych kopalni i hut w okolicach Chrzanowa, Jaworzna i Trzebini itd.